# Gare de Perth (Écosse)
La gare de Perth est une gare ferroviaire desservant la ville écossaise de Perth au Royaume-Uni.